# Derby eterno (Serbia)
Il derby eterno (serbo: вечити дерби, večiti derbi) o derby di Belgrado è il derby disputato dalle due più importanti squadre della capitale della Serbia, Belgrado, vale a dire i biancorossi (црвено-бели, crveno-beli) della Stella Rossa (Црвена звезда, Crvena zvezda) e i bianconeri (црно-бели, crno-beli) del Partizan (Партизан).

## Calcio

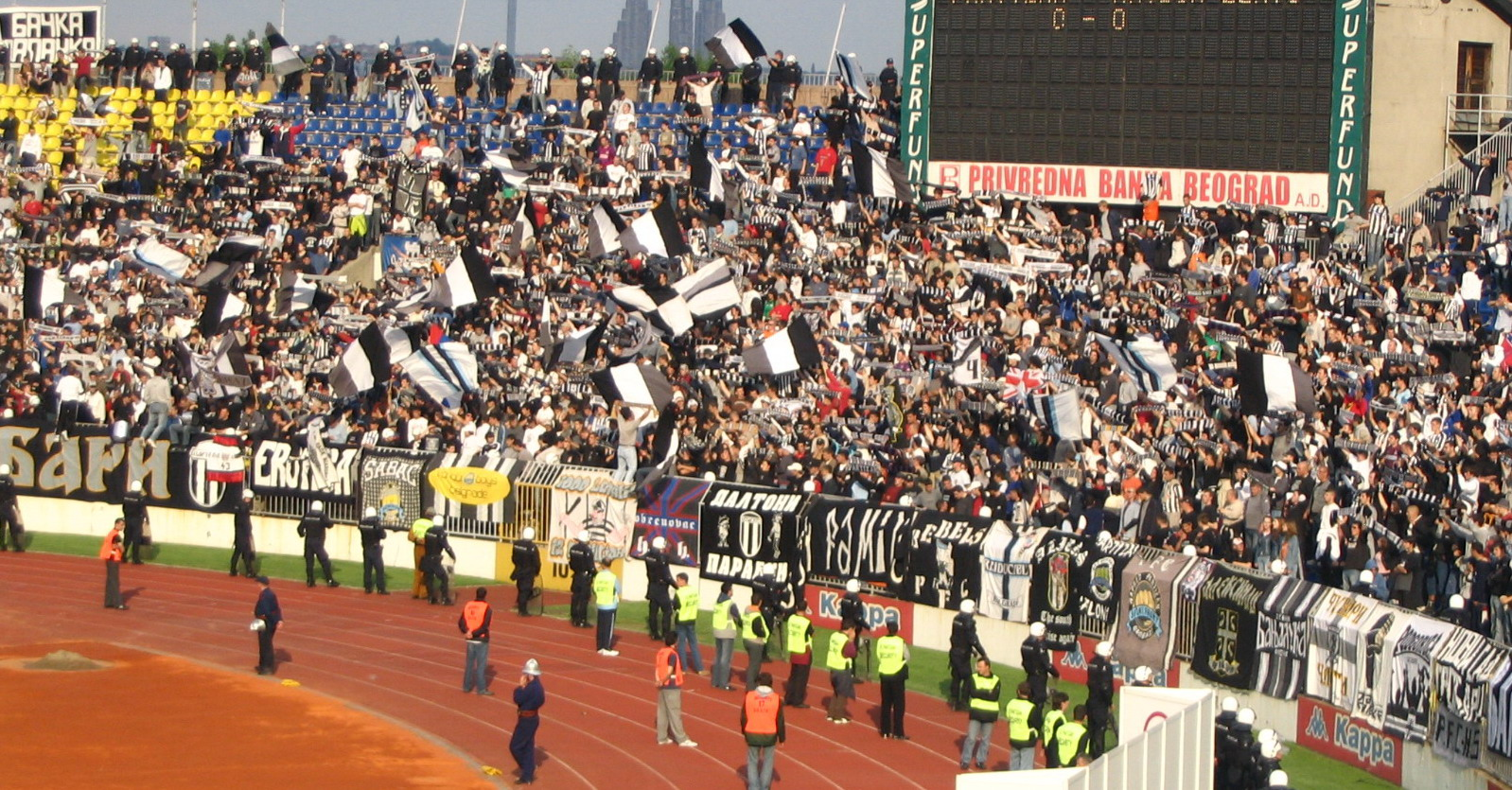
I Grobari del Partizan

Il derby è il più importante del paese, coinvolgendo, infatti, le due squadre più titolate del campionato, nonché uno dei più sentiti d'Europa. Il primo derby si disputò il 5 gennaio 1947 e vide la vittoria della Stella Rossa in casa del Partizan per 4-3.
Al settembre 2016, il derby si è giocato 241 volte (di cui 152 in campionato, 35 in coppa e 54 in altre occasioni), con:
- 107 vittorie della Stella Rossa (62 in campionato, 20 in coppa nazionale e 25 in altre occasioni)
- 58 pareggi (45 in campionato, 4 in coppa nazionale e 9 in altre occasioni)
- 76 vittorie del Partizan (45 in campionato, 11 in coppa nazionale e 20 in altre occasioni)

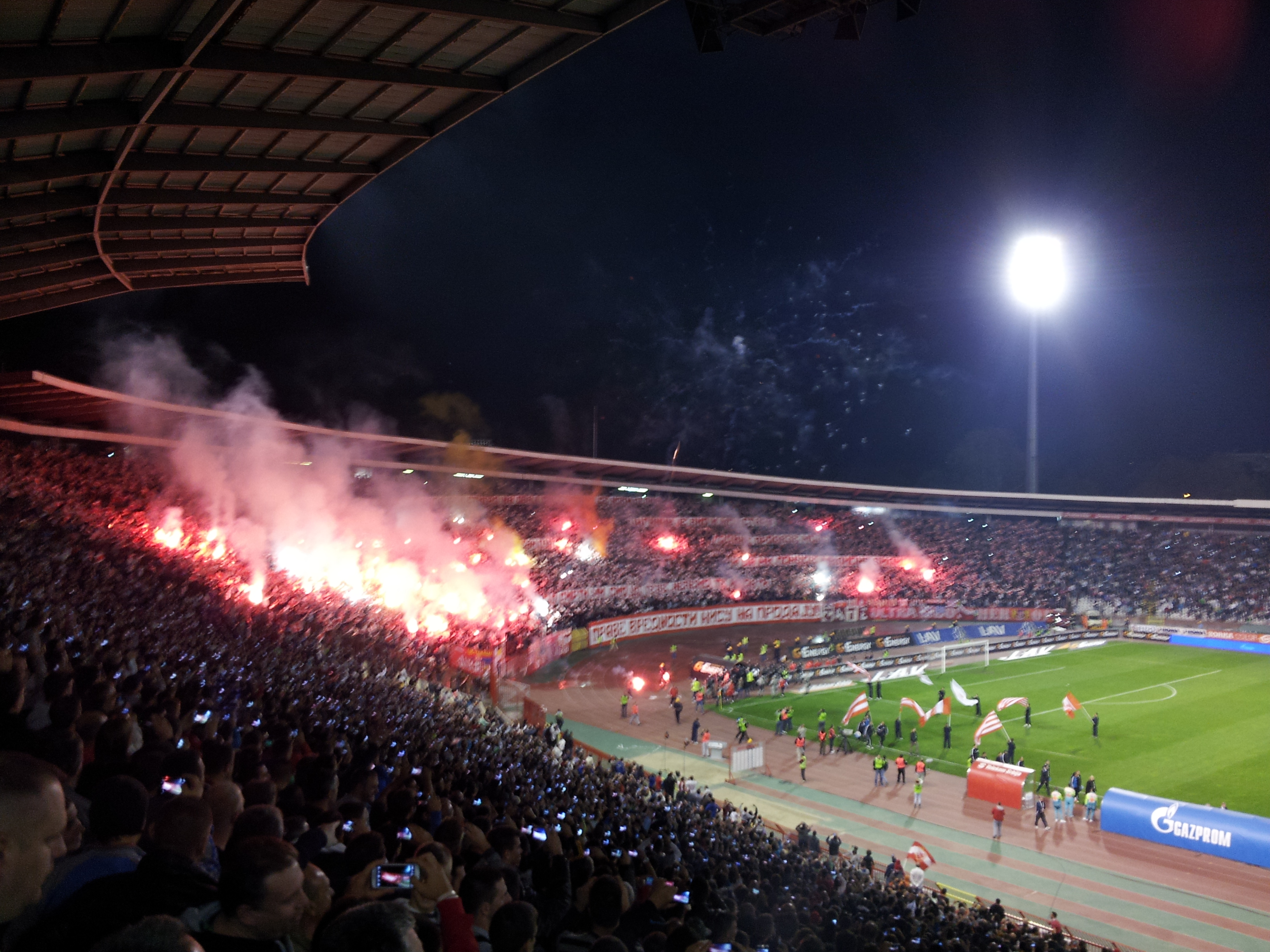
I Delije della Stella Rossa

Il derby è noto per l'atmosfera creata dalle due tifoserie. Da una parte, ci sono i Grobari (in italiano “becchini”), gli ultras del Partizan, dall'altra i Delije (plurale di delija, derivante dal periodo in cui la Serbia era sotto l'Impero ottomano e che significa, all'incirca, "giovani coraggiosi") della Stella Rossa. Spesso il tifo, durante questi derby, sfocia in episodi di violenza, alcuni particolarmente gravi, che hanno reso necessario l'intervento della polizia. In particolare, uno dei più gravi avvenne durante il derby del 30 ottobre 1999, giocato allo Stadio Partizan, in cui un bengala lanciato dagli spalti occupati dai Grobari colpì e uccise un tifoso diciassettenne della Stella Rossa.

### Lista delle partite
| Nº  | Data       | Stadio          | Casa         | Risultato | Trasferta    | Marcatori Partizan                           | Marcatori Stella Rossa                     |
| --- | ---------- | --------------- | ------------ | --------- | ------------ | -------------------------------------------- | ------------------------------------------ |
| 1   | 05/01/1947 |                 | Partizan     | 3 - 4     | Stella Rossa | Đajić (aut.), Kašanin (aut.), Bobek          | Jezerkić (3), Đajić                        |
| 2   | 27/04/1947 |                 | Stella Rossa | 0 - 1     | Partizan     | Stanković (aut.)                             |                                            |
| 3   | 05/10/1947 |                 | Stella Rossa | 1 - 1     | Partizan     | Mihajlović                                   | Stanković                                  |
| 4   | 27/04/1948 |                 | Partizan     | 1 - 0     | Stella Rossa | Jezerkić                                     |                                            |
| 5   | 07/11/1948 |                 | Partizan     | 1 - 0     | Stella Rossa | Bobek                                        |                                            |
| 6   | 01/05/1949 |                 | Stella Rossa | 2 - 2     | Partizan     | Valok (2)                                    | Tomašević, Takač                           |
| 7   | 19/03/1950 |                 | Stella Rossa | 3 - 1     | Partizan     | Pajević                                      | Tomašević, Antić, Vukosavljević            |
| 8   | 17/09/1950 |                 | Partizan     | 2 - 1     | Stella Rossa | Valok, Mihajlović                            | Tomašević                                  |
| 9   | 17/06/1951 |                 | Partizan     | 6 - 1     | Stella Rossa | Šijaković, Bobek (2), Valok (3)              | Tomašević                                  |
| 10  | 04/11/1951 |                 | Stella Rossa | 2 - 0     | Partizan     |                                              | Tomašević, Živanović                       |
| 11  | 23/11/1952 | Stadio Partizan | Stella Rossa | 1 - 1     | Partizan     | Valok                                        | Tomašević                                  |
| 12  | 31/05/1953 | Stadio Partizan | Partizan     | 2 - 4     | Stella Rossa | Valok, Veselinović                           | Mitić, Živanović, Tomašević, Đajić         |
| 13  | 06/12/1953 | Stadio Partizan | Partizan     | 7 - 1     | Stella Rossa | Bobek, Zebec (2), Mihajlović (2), Herceg (2) | Tomašević                                  |
| 14  | 02/05/1954 | Stadio Partizan | Stella Rossa | 0 - 2     | Partizan     | Valok (2)                                    |                                            |
| 15  | 21/11/1954 | Stadio Partizan | Stella Rossa | 2 - 1     | Partizan     | Valok                                        | Toplak, Živanović                          |
| 16  | 08/06/1955 | Stadio Partizan | Partizan     | 1 - 4     | Stella Rossa | Mihajlović                                   | Cokić (2), Toplak, Mitić                   |
| 17  | 11/09/1955 | Stadio Partizan | Partizan     | 0 - 1     | Stella Rossa |                                              | Šekularac                                  |
| 18  | 18/03/1956 | Stadio Partizan | Stella Rossa | 1 - 3     | Partizan     | Borozan, Kaloperović, Popović (aut.)         | Rudinski                                   |
| 19  | 14/10/1956 | Stadio Partizan | Stella Rossa | 2 - 0     | Partizan     |                                              | Tasić, Rudinski                            |
| 20  | 02/06/1957 | Stadio Partizan | Partizan     | 1 - 0     | Stella Rossa | Stojanović                                   |                                            |
| 21  | 25/08/1957 | Stadio Partizan | Stella Rossa | 2 - 2     | Partizan     | Valok (2)                                    | Toplak, Kostić                             |
| 22  | 02/03/1958 | Stadio Partizan | Stella Rossa | 2 - 2     | Partizan     | Mesaroš, Zebec                               | Toplak (2)                                 |
| 23  | 26/10/1958 | Stadio Partizan | Partizan     | 0 - 2     | Stella Rossa |                                              | Kostić (2)                                 |
| 24  | 10/05/1959 | Stadio Partizan | Stella Rossa | 1 - 3     | Partizan     | Miladinović, Kaloperović, Galić              | Maravić                                    |
| 25  | 27/09/1959 | Stadio Partizan | Partizan     | 0 - 3     | Stella Rossa |                                              | Stipić (2), Popović                        |
| 26  | 17/04/1960 | Stadio Partizan | Stella Rossa | 1 - 1     | Partizan     | Kovačević                                    | Toplak                                     |
| 27  | 30/10/1960 | Stadio Partizan | Partizan     | 3 - 0     | Stella Rossa | Galić (2), Vukelić                           |                                            |
| 28  | 16/04/1961 | Stadio Partizan | Stella Rossa | 3 - 2     | Partizan     | Kovačević, Galić                             | Rudinski (2), Kostić                       |
| 29  | 01/10/1961 | Stadio Partizan | Partizan     | 0 - 0     | Stella Rossa |                                              |                                            |
| 30  | 08/04/1962 | Stadio Partizan | Partizan     | 1 - 1     | Stella Rossa | Kovačević                                    | Malešev                                    |
| 31  | 28/10/1962 | Stadio Partizan | Partizan     | 5 - 0     | Stella Rossa | Galić (3), Vislavski (2)                     |                                            |
| 32  | 28/04/1963 | Stadio Partizan | Partizan     | 1 - 2     | Stella Rossa | Vasović                                      | Kostić (2)                                 |
| 33  | 17/11/1963 | Marakàna        | Stella Rossa | 1 - 0     | Partizan     |                                              | Prljinčević                                |
| 34  | 03/05/1964 | Stadio Partizan | Partizan     | 0 - 2     | Stella Rossa |                                              | Prljinčević (2)                            |
| 35  | 16/08/1964 | Marakàna        | Stella Rossa | 2 - 2     | Partizan     | Pirmajer, Galić                              | Andrić, Čop                                |
| 36  | 07/03/1965 | Stadio Partizan | Partizan     | 1 - 2     | Stella Rossa | Pirmajer                                     | Prljinčević, Kostić                        |
| 37  | 05/12/1965 | Stadio Partizan | Partizan     | 1 - 2     | Stella Rossa | Pirmajer                                     | Milošević, Džajić                          |
| 38  | 05/07/1966 | Marakàna        | Stella Rossa | 2 - 1     | Partizan     | Bečejac                                      | Kostić (2)                                 |
| 39  | 11/09/1966 | Stadio Partizan | Partizan     | 1 - 1     | Stella Rossa | Bajić                                        | Džajić                                     |
| 40  | 26/03/1967 | Marakàna        | Stella Rossa | 3 - 2     | Partizan     | Hasanagić, Bečejac                           | Milić, Džajić, Aćimović                    |
| 41  | 22/10/1967 | Stadio Partizan | Partizan     | 1 - 0     | Stella Rossa | Hasanagić                                    |                                            |
| 42  | 12/05/1968 | Marakàna        | Stella Rossa | 2 - 2     | Partizan     | Hošić, Dojčinovski (aut.)                    | Džajić, Aćimović                           |
| 43  | 17/11/1968 | Marakàna        | Stella Rossa | 6 - 1     | Partizan     | Katić                                        | Ostojić (3), Pavlović, Antonijević, Džajić |
| 44  | 15/06/1969 | Stadio Partizan | Partizan     | 2 - 2     | Stella Rossa | Kovačević, Đorđić                            | Lazarević (2)                              |
| 45  | 23/11/1969 | Stadio Partizan | Partizan     | 1 - 3     | Stella Rossa | Hošić                                        | Jevtić, Aćimović, Džajić                   |
| 46  | 07/06/1970 | Marakàna        | Stella Rossa | 1 - 1     | Partizan     | Mihajlović                                   | Đorić                                      |
| 47  | 15/11/1970 | Marakàna        | Stella Rossa | 1 - 2     | Partizan     | Bjeković (2)                                 | Filipović                                  |
| 48  | 06/06/1971 | Stadio Partizan | Partizan     | 0 - 2     | Stella Rossa |                                              | Karasi, Džajić                             |
| 49  | 24/10/1971 | Stadio Partizan | Partizan     | 0 - 1     | Stella Rossa |                                              | Janković                                   |
| 50  | 07/05/1972 | Marakàna        | Stella Rossa | 1 - 1     | Partizan     | Bogićević (aut.)                             | Džajić                                     |
| 51  | 22/10/1972 | Marakàna        | Stella Rossa | 2 - 0     | Partizan     |                                              | Karasi, Lazarević                          |
| 52  | 02/05/1973 | Stadio Partizan | Partizan     | 1 - 1     | Stella Rossa | Radaković                                    | Janković                                   |
| 53  | 08/09/1973 | Marakàna        | Stella Rossa | 1 - 0     | Partizan     |                                              | Bogićević                                  |
| 54  | 17/03/1974 | Stadio Partizan | Partizan     | 2 - 1     | Stella Rossa | Cvetković, Živaljević                        | Karasi                                     |
| 55  | 27/10/1974 | Marakàna        | Stella Rossa | 3 - 1     | Partizan     | Nikolić                                      | Savić, Filipović, Džajić                   |
| 56  | 18/05/1975 | Stadio Partizan | Partizan     | 1 - 1     | Stella Rossa | Đorđević                                     | Petrović                                   |
| 57  | 07/09/1975 | Marakàna        | Stella Rossa | 2 - 0     | Partizan     |                                              | Sušić, Filipović                           |
| 58  | 28/03/1976 | Stadio Partizan | Partizan     | 1 - 4     | Stella Rossa | Bjeković                                     | Sušić, Stamenković (2), Savić              |
| 59  | 07/11/1976 | Marakàna        | Stella Rossa | 1 - 0     | Partizan     |                                              | Filipović                                  |
| 60  | 22/05/1977 | Stadio Partizan | Partizan     | 2 - 1     | Stella Rossa | Zavišić, Prekazi                             | Savić                                      |
| 61  | 23/10/1977 | Marakàna        | Stella Rossa | 1 - 3     | Partizan     | Trifunović, Vukotić, Zavišić                 | Filipović                                  |
| 62  | 07/05/1978 | Stadio Partizan | Partizan     | 3 - 2     | Stella Rossa | Vukotić (2), Santrač                         | Jelikić, Filipović                         |
| 63  | 29/11/1978 | Stadio Partizan | Partizan     | 1 - 3     | Stella Rossa | Santrač                                      | Šestić, Milosavljević, Krmpotić            |
| 64  | 10/06/1979 | Marakàna        | Stella Rossa | 3 - 0     | Partizan     |                                              | Savić (2), Borovnica                       |
| 65  | 18/11/1979 | Marakàna        | Stella Rossa | 2 - 0     | Partizan     |                                              | Filipović, Šestić                          |
| 66  | 22/06/1980 | Stadio Partizan | Partizan     | 0 - 0     | Stella Rossa |                                              |                                            |
| 67  | 07/12/1980 | Stadio Partizan | Partizan     | 3 - 1     | Stella Rossa | Klinčarski, Varga, Vukotić                   | Repčić                                     |
| 68  | 14/06/1981 | Marakàna        | Stella Rossa | 1 - 1     | Partizan     | Vukotić                                      | Repčić                                     |
| 69  | 25/10/1981 | Marakàna        | Stella Rossa | 1 - 0     | Partizan     |                                              | Djurovski                                  |
| 70  | 14/04/1982 | Stadio Partizan | Partizan     | 1 - 4     | Stella Rossa | Živković                                     | Djurovski, Šestić (2), Đorđić              |
| 71  | 07/11/1982 | Marakàna        | Stella Rossa | 1 - 1     | Partizan     | Mance                                        | Jovin                                      |
| 72  | 04/06/1983 | Stadio Partizan | Partizan     | 3 - 2     | Stella Rossa | Varga, Mance (2)                             | Đurović, Milojević                         |
| 73  | 23/10/1983 | Stadio Partizan | Partizan     | 0 - 0     | Stella Rossa |                                              |                                            |
| 74  | 06/05/1984 | Marakàna        | Stella Rossa | 0 - 0     | Partizan     |                                              |                                            |
| 75  | 11/11/1984 | Stadio Partizan | Partizan     | 2 - 1     | Stella Rossa | Mance, Varga                                 | Djurovski                                  |
| 76  | 19/05/1985 | Marakàna        | Stella Rossa | 2 - 0     | Partizan     |                                              | Kaličanin (aut.), Djurovski                |
| 77  | 21/08/1985 | Stadio Partizan | Partizan     | 1 - 1     | Stella Rossa | Vučićević                                    | Djurovski                                  |
| 78  | 15/03/1986 | Marakàna        | Stella Rossa | 2 - 1     | Partizan     | Čapljić                                      | Nikolić, Musemić                           |
| 79  | 12/10/1986 | Stadio Partizan | Partizan     | 2 - 0     | Stella Rossa | Smajić, Djurovski                            |                                            |
| 80  | 19/04/1987 | Marakàna        | Stella Rossa | 3 - 1     | Partizan     | Djurovski                                    | Musemić, Cvetković (2)                     |
| 81  | 06/09/1987 | Stadio Partizan | Partizan     | 2 - 3     | Stella Rossa | Stevanović, Vučićević                        | Stojković, Cvetković (2)                   |
| 82  | 03/04/1988 | Marakàna        | Stella Rossa | 1 - 1     | Partizan     | Đukić                                        | Binić                                      |
| 83  | 09/10/1988 | Stadio Partizan | Partizan     | 1 - 0     | Stella Rossa | Brnović                                      |                                            |
| 84  | 03/05/1989 | Marakàna        | Stella Rossa | 3 - 1     | Partizan     | Šćepović                                     | Prosinečki, Jurić, Stošić                  |
| 85  | 17/09/1989 | Marakàna        | Stella Rossa | 1 - 0     | Partizan     |                                              | Lukić                                      |
| 86  | 16/03/1990 | Stadio Partizan | Partizan     | 0 - 2     | Stella Rossa |                                              | Pančev, Prosinečki                         |
| 87  | 13/10/1990 | Stadio Partizan | Partizan     | 1 - 1     | Stella Rossa | Vujačić                                      | Savićević                                  |
| 88  | 27/04/1991 | Marakàna        | Stella Rossa | 3 - 1     | Partizan     | Mijatović                                    | Najdoski, Prosinečki, Jugović              |
| 89  | 22/09/1991 | Stadio Partizan | Partizan     | 2 - 2     | Stella Rossa | Novak, Mijatović                             | Pančev, Mihajlović                         |
| 90  | 22/03/1992 | Marakàna        | Stella Rossa | 0 - 0     | Partizan     |                                              |                                            |
| 91  | 02/10/1992 | Marakàna        | Stella Rossa | 1 - 1     | Partizan     | Mijatović                                    | Lukić                                      |
| 92  | 10/04/1993 | Stadio Partizan | Partizan     | 1 - 0     | Stella Rossa | Mijatović                                    |                                            |
| 93  | 26/09/1993 | Stadio Partizan | Partizan     | 0 - 2     | Stella Rossa |                                              | Ivić, Petković                             |
| 94  | 27/11/1993 | Marakàna        | Stella Rossa | 1 - 1     | Partizan     | Brnović                                      | Petković                                   |
| 95  | 27/02/1994 | Stadio Partizan | Partizan     | 1 - 0     | Stella Rossa | Brnović                                      |                                            |
| 96  | 30/04/1994 | Marakàna        | Stella Rossa | 3 - 2     | Partizan     | Milošević, Ćirić                             | Vidaković, Ivić (2)                        |
| 97  | 24/09/1994 | Stadio Partizan | Partizan     | 1 - 1     | Stella Rossa | Ćirić                                        | Kovačević                                  |
| 98  | 26/11/1994 | Marakàna        | Stella Rossa | 3 - 2     | Partizan     | Đurić, Ćirić                                 | Krupniković, Stanković, Petković           |
| 99  | 18/03/1995 | Stadio Partizan | Partizan     | 2 - 2     | Stella Rossa | Čakar, Saveljić                              | Krupniković, Adžić                         |
| 100 | 06/05/1995 | Marakàna        | Stella Rossa | 2 - 1     | Partizan     | Bjeković                                     | Kovačević, Stojkovski                      |
| 101 | 16/09/1995 | Marakàna        | Stella Rossa | 0 - 1     | Partizan     | Tešović                                      |                                            |
| 102 | 26/11/1995 | Stadio Partizan | Partizan     | 1 - 1     | Stella Rossa | Beširović                                    | Stefanović                                 |
| 103 | 10/03/1996 | Marakàna        | Stella Rossa | 2 - 3     | Partizan     | Pažin, Nađ, Čakar                            | Krupniković, Pantelić                      |
| 104 | 27/04/1996 | Stadio Partizan | Partizan     | 0 - 0     | Stella Rossa |                                              |                                            |
| 105 | 21/09/1996 | Marakàna        | Stella Rossa | 1 - 3     | Partizan     | Hristov, Saveljić, Svetličić                 | Mićić                                      |
| 106 | 08/03/1997 | Stadio Partizan | Partizan     | 3 - 0     | Stella Rossa | Saveljić, Čakar, Tomić                       |                                            |
| 107 | 16/04/1997 | Stadio Partizan | Partizan     | 2 - 1     | Stella Rossa | Hristov, Ćirić                               | Stanković                                  |
| 108 | 27/09/1997 | Marakàna        | Stella Rossa | 2 - 0     | Partizan     |                                              | Ognjenović (2)                             |
| 109 | 21/02/1998 | Stadio Partizan | Partizan     | 1 - 2     | Stella Rossa | Isailović                                    | Kristić, Stanković                         |
| 110 | 08/04/1998 | Marakàna        | Stella Rossa | 4 - 0     | Partizan     |                                              | Stanković (2), Ognjenović, Gojković        |
| 111 | 20/09/1998 | Stadio Partizan | Partizan     | 2 - 1     | Stella Rossa | Tomić, Kežman                                | Ljubojević                                 |
| 112 | 20/03/1999 | Marakàna        | Stella Rossa | 2 - 2     | Partizan     | Kežman, Ilić                                 | Pjanović, Gojković                         |
| 113 | 30/10/1999 | Stadio Partizan | Partizan     | 2 - 0     | Stella Rossa | Ilić, Kežman                                 |                                            |
| 114 | 02/04/2000 | Marakàna        | Stella Rossa | 2 - 1     | Partizan     | Kežman                                       | Pjanović, Savić (aut.)                     |
| 115 | 07/03/2001 | Marakàna        | Stella Rossa | 2 - 0     | Partizan     |                                              | Pjanović, Lalatović                        |
| 116 | 14/04/2001 | Stadio Partizan | Partizan     | 2 - 1     | Stella Rossa | Ilić, Iliev                                  | Drulić                                     |
| 117 | 03/11/2001 | Marakàna        | Stella Rossa | 0 - 0     | Partizan     |                                              |                                            |
| 118 | 21/04/2002 | Stadio Partizan | Partizan     | 0 - 3     | Stella Rossa |                                              | Vidić, Bogavac, Milovanović                |
| 119 | 19/10/2002 | Stadio Partizan | Partizan     | 2 - 2     | Stella Rossa | Iliev, Ilić                                  | Bošković, Pjanović                         |
| 120 | 20/04/2003 | Marakàna        | Stella Rossa | 2 - 0     | Partizan     |                                              | Bošković, Bogavac                          |
| 121 | 08/11/2003 | Marakàna        | Stella Rossa | 3 - 0     | Partizan     |                                              | Žigić (2), Perović                         |
| 122 | 17/04/2004 | Stadio Partizan | Partizan     | 0 - 0     | Stella Rossa |                                              |                                            |
| 123 | 16/10/2004 | Stadio Partizan | Partizan     | 0 - 0     | Stella Rossa |                                              |                                            |
| 124 | 23/04/2005 | Marakàna        | Stella Rossa | 1 - 1     | Partizan     | Đorđević                                     | Pantelić                                   |
| 125 | 15/10/2005 | Marakàna        | Stella Rossa | 2 - 0     | Partizan     |                                              | Luković, Perović                           |
| 126 | 01/04/2006 | Stadio Partizan | Partizan     | 0 - 0     | Stella Rossa |                                              |                                            |
| 127 | 23/09/2006 | Stadio Partizan | Partizan     | 0 - 0     | Stella Rossa |                                              |                                            |
| 128 | 24/02/2007 | Marakàna        | Stella Rossa | 2 - 4     | Partizan     | Mihajlov, Bajić, Marinković, Lazetić         | Castillo, Burzanović                       |
| 129 | 11/04/2007 | Marakàna        | Stella Rossa | 1 - 0     | Partizan     |                                              | Purović                                    |
| 130 | 05/05/2007 | Stadio Partizan | Partizan     | 1 - 2     | Stella Rossa | Rukavina                                     | Burzanović, Milijaš                        |
| 131 | 29/09/2007 | Stadio Partizan | Partizan     | 2 - 2     | Stella Rossa | Jovetić, Moreira                             | Koroman (2)                                |
| 132 | 01/03/2008 | Marakàna        | Stella Rossa | 4 - 1     | Partizan     | Lazić                                        | Milovanović, Castillo (2), Milijaš         |
| 133 | 05/04/2008 | Stadio Partizan | Partizan     | 1 - 1     | Stella Rossa | Juca                                         | Burzanović                                 |
| 134 | 05/10/2008 | Marakàna        | Stella Rossa | 0 - 2     | Partizan     | Diarra, Juca                                 |                                            |
| 135 | 28/02/2009 | Stadio Partizan | Partizan     | 1 - 1     | Stella Rossa | Moreira                                      | Tutorić                                    |
| 136 | 08/04/2009 | Stadio Partizan | Partizan     | 2 - 0     | Stella Rossa | Diarra, Vujović                              |                                            |
| 137 | 28/11/2009 | Marakàna        | Stella Rossa | 1 - 2     | Partizan     | Diarra, Cléo                                 | Knežević (aut.)                            |
| 138 | 08/05/2010 | Stadio Partizan | Partizan     | 1 - 0     | Stella Rossa | Petrović                                     |                                            |
| 139 | 23/10/2010 | Marakàna        | Stella Rossa | 0 - 1     | Partizan     | Moreira                                      |                                            |
| 140 | 23/04/2011 | Stadio Partizan | Partizan     | 1 - 0     | Stella Rossa | Tagoe                                        |                                            |
| 141 | 26/11/2011 | Marakàna        | Stella Rossa | 0 - 2     | Partizan     | Vukić, Šćepović                              |                                            |
| 142 | 05/05/2012 | Stadio Partizan | Partizan     | 0 - 1     | Stella Rossa |                                              | Cadú                                       |
| 143 | 17/11/2012 | Marakàna        | Stella Rossa | 3 - 2     | Partizan     | Mitrović, Jovanović (aut.)                   | Kasalica, Milivojević, Milijaš             |
| 144 | 18/05/2013 | Stadio Partizan | Partizan     | 1 - 0     | Stella Rossa | Jojić                                        |                                            |
| 145 | 02/11/2013 | Marakàna        | Stella Rossa | 1 - 0     | Partizan     |                                              | Obradović (aut.)                           |
| 146 | 26/04/2014 | Stadio Partizan | Partizan     | 2 - 1     | Stella Rossa | Drinčić, Kojić                               | Mrđa                                       |
| 147 | 18/10/2014 | Stadio Partizan | Partizan     | 1 - 0     | Stella Rossa | Drinčić                                      |                                            |
| 148 | 25/04/2015 | Marakàna        | Stella Rossa | 0 - 0     | Partizan     |                                              |                                            |
| 149 | 12/09/2015 | Marakàna        | Stella Rossa | 3 - 1     | Partizan     | Stevanović                                   | Vieira (2), Katai                          |
| 150 | 27/02/2016 | Stadio Partizan | Partizan     | 1 - 2     | Stella Rossa | Gogoua                                       | Ibáñez, Vieira                             |
| 151 | 16/04/2016 | Marakàna        | Stella Rossa | 1 - 1     | Partizan     | Everton                                      | Sikimić                                    |
| 152 | 17/09/2016 | Stadio Partizan | Partizan     | 1 - 0     | Stella Rossa | Leonardo                                     |                                            |
| 153 | 04/03/2017 | Marakàna        | Stella Rossa | 1 - 1     | Partizan     | Đurđević                                     | Kanga                                      |
| 154 | 18/04/2017 | Marakàna        | Stella Rossa | 1 - 3     | Partizan     | Leonardo (2), Tawamba                        | Boakye                                     |
| 155 | 27/08/2017 | Marakàna        | Stella Rossa | 0 - 0     | Partizan     |                                              |                                            |
| 156 | 13/12/2017 | Stadio Partizan | Partizan     | 1 - 1     | Stella Rossa | Soumah                                       | Boakye                                     |
| 157 | 14/04/2018 | Marakàna        | Stella Rossa | 2 - 1     | Partizan     | Ožegović                                     | Radonjić, Pešić                            |
| 158 | 23/09/2018 | Stadio Partizan | Partizan     | 1 - 1     | Stella Rossa | Gomes                                        | Boakye                                     |
| 159 | 02/03/2019 | Marakàna        | Stella Rossa | 1 - 1     | Partizan     | Nikolić                                      | Pavkov                                     |
| 160 | 25/04/2019 | Marakàna        | Stella Rossa | 2 - 1     | Partizan     | Ricardo Gomes                                | Ben, Vukanović                             |
| 161 | 22/09/2019 | Stadio Partizan | Partizan     | 2 - 0     | Stella Rossa | Soumah, Tošić                                |                                            |
| 162 | 01/03/2020 | Marakàna        | Stella Rossa | 0 - 0     | Partizan     |                                              |                                            |
| 163 | 10/06/2020 | Stadio Partizan | Partizan     | 1 - 0     | Stella Rossa | Natkho                                       |                                            |
| 164 | 18/10/2020 | Stadio Partizan | Partizan     | 1 - 1     | Stella Rossa | Stevanović                                   | Katai                                      |
| 165 | 07/04/2021 | Marakàna        | Stella Rossa | 1 - 0     | Partizan     |                                              | Ivanić                                     |
| 166 | 25/05/2021 | Marakàna        | Stella Rossa | 0 - 0     | Partizan     |                                              |                                            |
| 167 | 19/09/2021 | Stadio Partizan | Partizan     | 1 - 1     | Stella Rossa | Natkho                                       | Katai                                      |
| 168 | 27/02/2022 | Marakàna        | Stella Rossa | 2 - 0     | Partizan     |                                              | Omoijuanfo, Katai                          |
| 169 | 16/04/2022 | Marakàna        | Stella Rossa | 0 - 0     | Partizan     |                                              |                                            |
| 170 | 26/05/2022 | Marakàna        | Stella Rossa | 2 - 1     | Partizan     | Urošević                                     | Katai (2)                                  |

### Statistiche
Aggiornate al 22 settembre 2019.
Prima della stagione 1963-1964 tutti i derby erano giocati allo Stadio Partizan.
|                         | Vittorie della Stella Rossa | Pareggi | Vittorie del Partizan | Diff. reti |
| ----------------------- | --------------------------- | ------- | --------------------- | ---------- |
| allo Stadio Rajko Mitić | 40                          | 25      | 16                    | 130:91     |
| allo Stadio Partizan    | 24                          | 25      | 31                    | 97:105     |
| Totale                  | 64                          | 50      | 47                    | 227:196    |

## Pallacanestro
Entrambe le squadre possiedono anche una formazione che gioca il campionato serbo di pallacanestro. Anche in questo caso vi è una forte rivalità. Il derby, nell'ambito del basket, al giugno del 2016 si è giocato 251 volte (205 volte in campionato, di cui 139 in stagione regolare e 66 nei play-off, 15 volte in coppa nazionale e 31 volte in Lega Adriatica). Nella fattispecie, si contano:
- 108 vittorie della Stella Rossa (62 in campionato, 24 nei play-off, 9 in coppa nazionale e 13 in Lega Adriatica)
- 5 pareggi (tutti in campionato, tra il 1951 e il 1958)
- 138 vittorie del Partizan (72 in campionato, 42 nei play-off, 6 in coppa nazionale e 18 in Lega Adriatica)